# Franz Burda
Franz Burda (24 de fevereiro de 1903 - 30 de setembro de 1986) foi um editor alemão.